# بست ويسترن
فنادق ومنتجعات بست ويسترن (بالإنجليزية: Best Western Hotels & Resorts)‏ هي العلامة التجارية لشركة الفنادق الأمريكية بست ويسترن انترناشيونال ومقرها في فينيكس في أريزونا. والتي منحت الامتياز إلى أكثر من 4700 فندق حول العالم،

## لمحة تاريخية

الشعار منذ 1996 إلى 2015

تأسست بست ويسترن التجارية في عام 1946 على يد السيد ميرل كي غيرتين، وهو مالك لفندق في كاليفورنيا. في ذلك الوقت، كانت معظم الفنادق إما عقارات حضرية كبيرة أو فنادق صغيرة مملوكة للعائلات على جانب الطريق. ومنها بدأت شبكة صغيرة غير رسمية من مشغلي الفنادق المستقلين في إجراء إحالات لحجوزات المسافرين بين بعضهم البعض. نمت هذه الشبكة الصغيرة لتصبح لاحقا علامة تجارية حديثة لفنادق بست ويسترن.
نشأ اسم "بست ويسترن" من حقيقة أن معظم مشغلي السلسلة الأصليين كانوا غرب نهر المسيسيبي في الولايات المتحدة. بحلول عام 1962، كانت بست ويسترن هي خدمة حجوزات الضيافة الوحيدة التي تغطي الولايات المتحدة بأكملها، وفي عام 1963، كانت أكبر علامة تجارية في صناعة الفنادق بعضوية 699 منشأة و35201 غرفة.
من عام 1946 إلى عام 1964، كان لدى بست ويسترن شراكة تسويقية مع كواليتي كورتس، الشركة الرائدة في السلسلة المعروفة اليوم باسم كواليتي إنز. كانت معظم عقارات كواليتي كورتس تقع شرق نهر المسيسيبي، وبالتالي لا تدخل في منافسة مباشرة مع بست ويسترن. كانت هذه الشراكة منطقية جغرافيا، لكنها لم تكن ناجحة على المدى الطويل، وتم التخلي عنها في نهاية المطاف.
في عام 1964، أطلقت شركة بست ويسترن جهودًا توسعية لعملياتها الخاصة شرق نهر المسيسيبي تحت اسم "بست إيسترن". وبحلول عام 1967، تم الاستغناء عن استخدام اسم "بست إيسترن" وحصلت جميع الفنادق الصغيرة من الساحل إلى الساحل على اسم "بست ويسترن"، وهي خطوة من شأنها أن تزيد من تعزيز العلامة التجارية التسويقية إلى "أكبر سلسلة فنادق في العالم" من السبعينيات.
اشتهرت الفنادق بشعار "التاج الذهبي" الخاص بشركة بست ويسترن الذي إطلق في عام 1964 واستمر مع بعض المراجعات الطفيفة على مدار الـ 32 عامًا التالية، حتى تم استبداله بشعار أزرق وأصفر في عام 1996. وفي عام 2015، قدمت بست ويسترن عائلة جديدة من العلامات باستبدال الشعار الأساسي وإضافة علامة بست ويسترن بلس، وبست ويسترن بريميير.
في فبراير 2019 اشترت شركة بست ويسترن شركة وورلد هوتلز، لتضيف ما يقرب من 360 فندقًا و81248 غرفة إلى علامتها التجارية. وأنشأت بعد هذا الاستحواذ "مجموعة فنادق BWH" لتكون الشركة الأم لشركتي بست ويسترن و ورلد هوتلز. التي تمتلك حاليًا أكثر من 4700 فندق وأكثر من 580000 غرفة في 100 دولة حول العالم.

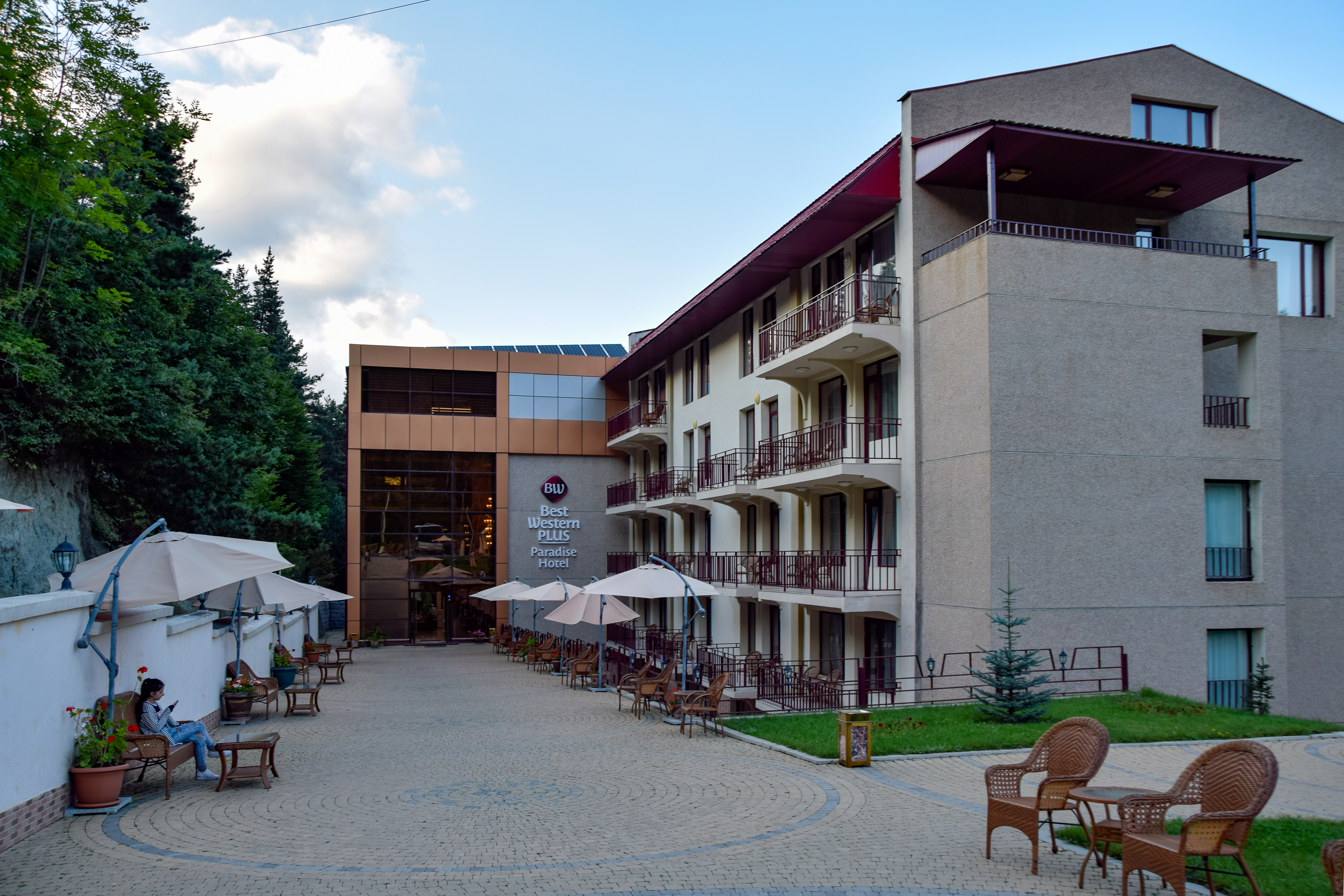
فندق بست ويسترن بلس بارادايس ديليجان، أرمينيا
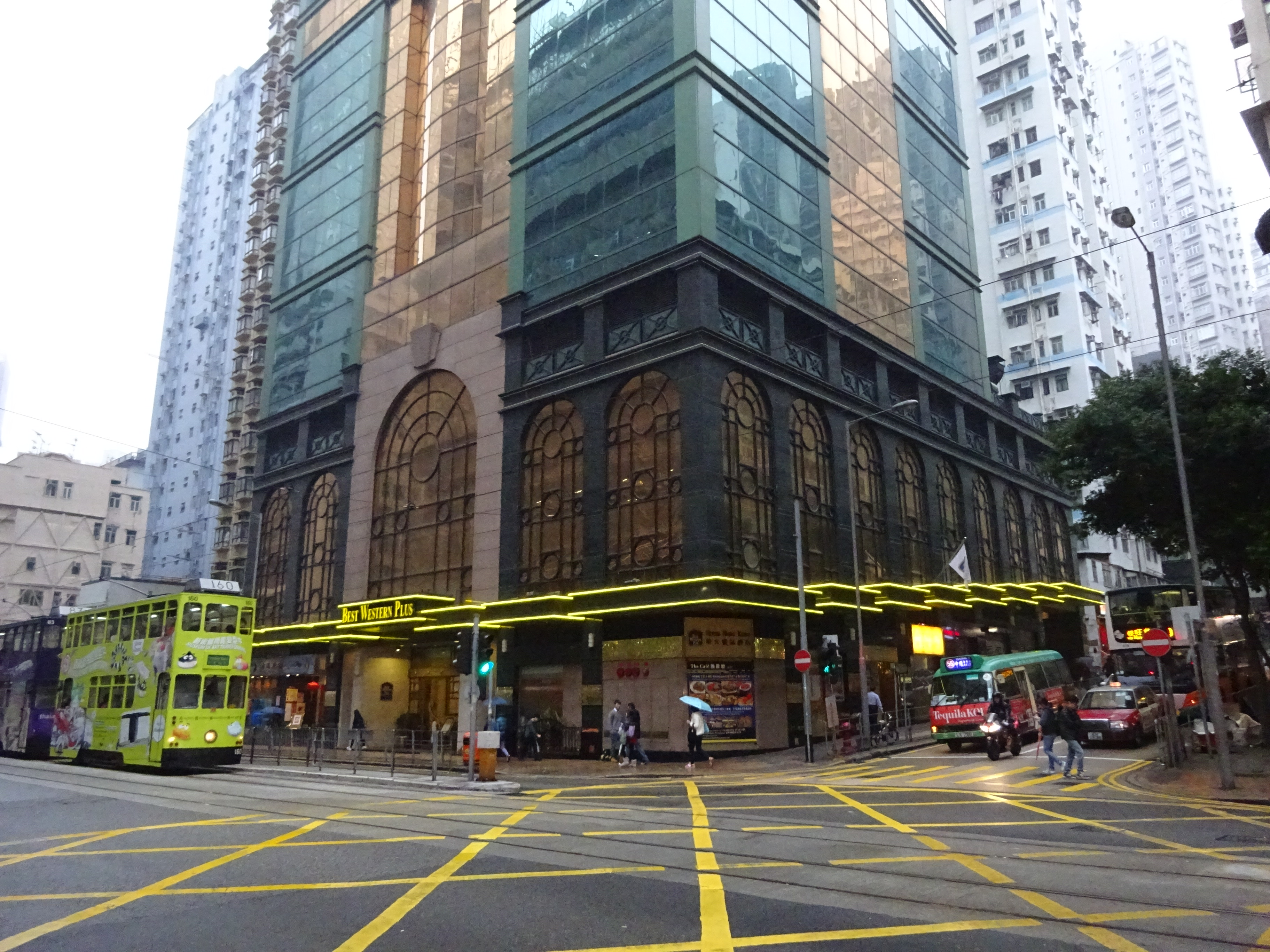
بست ويسترن بلس في هونغ كونغ

## وصلات خارجية
- الموقع الرسمي